# Як-17
Як-17 (за класифікацією НАТО: «Feather» — перо; Як-17УТІ — Magnet, спочатку Type 16 і Type 26 відповідно) — ранній реактивний винищувач ДКБ Яковлєва. Розроблено на базі Як-15, здійснив перший політ у травні 1947 року. В 1947—1949 роках в СРСР випущено 430 літаків. Літаки Як-17 використовувалися в основному для підготовки льотчиків до освоєння МіГ-15, а також поставлялися на експорт у Китай і країни Східної Європи.

## Історія
У висновку акта про державні випробування Як-15 рекомендувалося модифікувати Як-15 у навчально-тренувальний з подвійним керуванням і триколісним шасі. Ґрунтуючись на цих рекомендаціях, колектив почав розробляти одномісний Як-15У і двомісний Як-21Т, які після прийняття на озброєння отримали позначення Як-17 і Як-17УТІ відповідно.
У квітні 1947-го року, на заводі № 464 у Долгопрудному, серійний Як-15 № 01464 був перероблений в спарку Як-21Т, без зброї, з кабіною для двох пілотів і носовою стійкою шасі. Перший політ Як-21Т (льотчик Г. С. Клімушкін) відбувся через місяць 6 травня 1947, через те, що у зв'язку з ремонтом мосту по дорозі в Раменське, перевезти літак не було можливим.

Заводські випробування продовжилися два тижні, в тому ж місяці літак передали в ГК НДІ ВПС на держвипробування, які закінчилися 10 серпня. Випробування показали, що льотні дані Як-21Т істотно не дотягують до заданих вимог, проте зважаючи на потреби ВПС у навчально-тренувальному винищувачі, Як-21Т був рекомендований в серійне виробництво з одною гарматою НС-23КМ і фотокінокулеметом С-13.

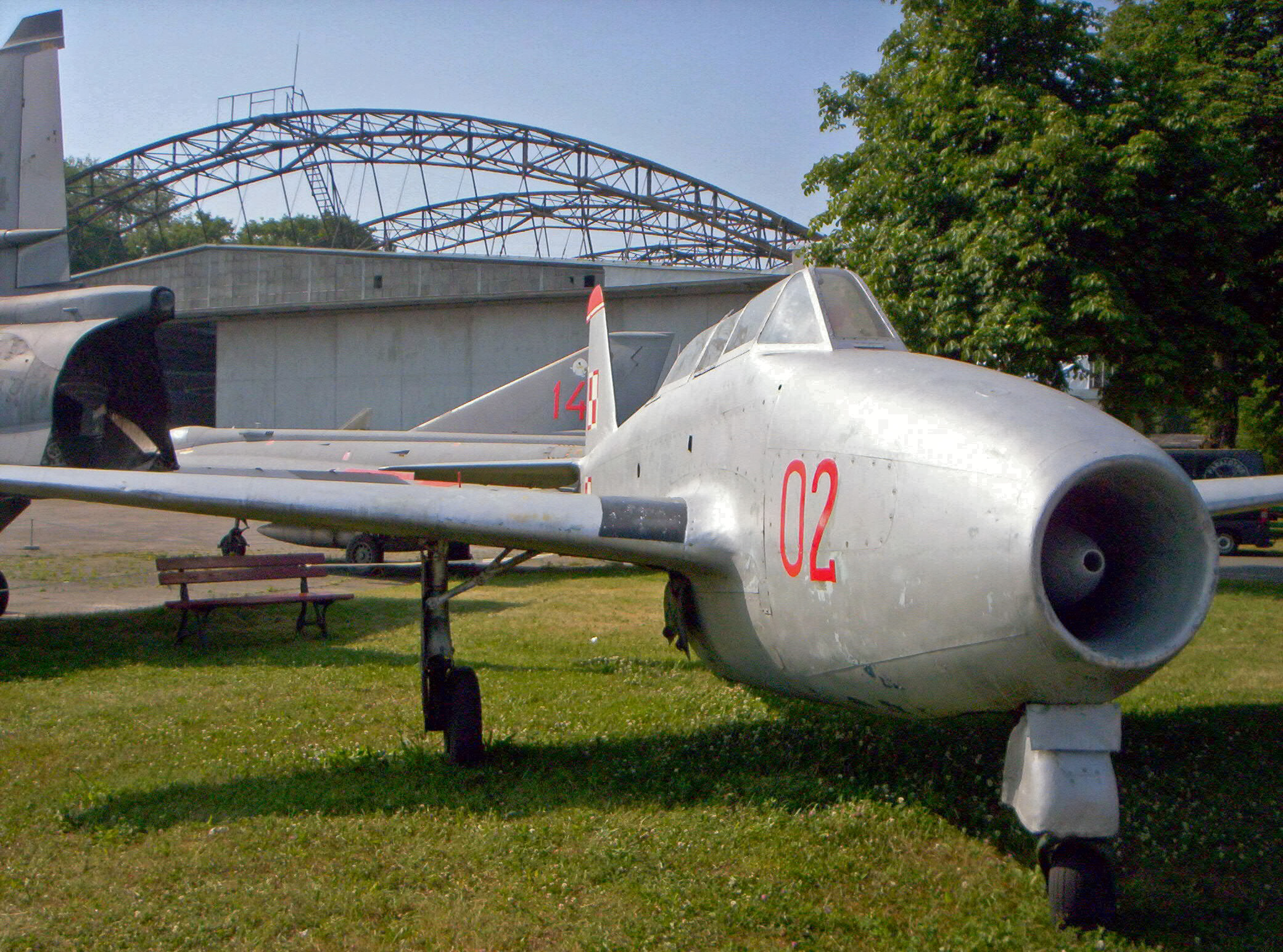
Як-17УТІ в Музеї польської авіації.

Як-15У також був виготовлений з серійного Як-15 на заводі № 464. На літаку стояли дві гармати НС-23 з боєкомплектом 105 патронів, приціл АСП-1 і фотокінокулемет ПАУ-22. Через нову схему шасі носова частина фюзеляжу та конструкція крила були дещо змінені. Була збільшена по довжині і висоті кабіна пілота, літак отримав новий ліхтар з кращим оглядом. Також змінилася форма оперення, при цьому кіль і горизонтальне оперення були збільшені. Проблема недостатнього запасу пального була вирішена завдяки установці паливних баків у крилі.
В червні 1947 відбувся перший політ, а заводські випробування закінчилися 10 серпня. Держвипробування в ГК НДІ ВПС почалися 14 серпня і закінчилися 15 листопада з відміткою задовільно. Після деяких доопрацювань, в березні 1948 року, Як-15У пройшов повторні держвипробування і був рекомендований до серійного виробництва.
Всього під позначенням Як-17 і Як-17УТІ на заводі № 31 у 1948—1949 роках було виготовлено 430 винищувачів. Порівняно з дослідною машиною в серійні літаки були внесені наступні зміни: розмах горизонтального оперення був збільшений з 3,25 до 3,6 м, замість стандартних гармат НС-23 використовувалися НС-23КМ з подовженими стволами. Машини пізніх серій оснащувалися двигунами РД-10А, що мали 50-годинний ресурс.

## Модифікації
- Як-15У — Перше позначення Як-17
- Як-21Т — Перше позначення Як-17УТИ
- Як-17 — Серійний винищувач
- Як-17УТИ — Двомісний навчально-тренувальний варіант
- Як-17В — Польське позначення Як-17УТИ

## Тактико-технічні характеристики

### Технічні характеристики
- Екіпаж: 1 особа
- Довжина: 8,70 м
- Розмах крила: 9,20 м
- Висота: 2,30 м
- Площа крила: 14,85 м²
- Маса порожнього: 2081 кг
- Нормальна злітна маса: 2890 кг
- Максимальна злітна маса: 3240 кг
- Силова установка: 1×ТРД РД-10А
- Тяга: 1×910 кгс

### Льотні характеристики
- Максимальна швидкість:
  - біля землі: 700 км/г
  - на висоті: 748 км/г
- Практична дальність:
  - з ППБ: 717 км
  - без ППБ: 395 км
- Практична стеля: 12750 м
- Швидкопідйомність: 17,6 м/с

### Озброєння
- Стрілецько-гарматне: 2×23 мм НС-23КМ
- Загальний боєзапас: 2×60 23 мм